# Ariosoma anago
Ariosoma anago es una especie de pez del género Ariosoma, familia Congridae, orden Anguilliformes. Fue descrita científicamente por Temminck & Schlegel en 1846.
Es una especie inofensiva para el ser humano.

## Descripción
La longitud total es de 60 centímetros.

## Distribución y hábitat
Se distribuye por el Pacífico Indo-Occidental. Habita en fondos costeros arenosos y fangosos donde puede alcanzar los 30 metros de profundidad.